# Етельбальд (король Мерсії)

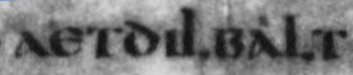
Підпис Етельбальда

Етельбальд (давн-англ. Æthelbald, Aethelbald; ? —757) — король Мерсії у 716—757 роках.

## Життєпис

### Молоді роки
Походив з династії Ікелінгів. Син Алвео, онук короля Еови. Після загибелі останнього у 642 році Алвео було відсторонено від прав на трон стрийком Пендою, а згодом його синами. Разом з тим успадкував від батька почесний титул етелінга (на кшталт принца).
У 709 році побоюючись зазіхань Етельбальда на трон його вигнав з королівства новий володар Кеолред, онук Пенди. Етельбальд зміг повернутися до Мерсії лише у 716 році, коли Кеолреда було отруєно (чи загинув від пиятики). Того ж року організував заколот проти брата Кеолреда — Кеолвальда, якого було повалено й вбито. Після цього Етельбальда обрано новим королем Мерсії.

### Королювання
Етельбальд у внутрішній політиці вирішив спиратися на католицький клір, надавши духівництву значні права, патронуючи монастирям та церквам. У зовнішній політиці взяв курс на повне домінування в Британії. Для цього розпочав військові кампанії на півдні.
Зміцнивши свою владу в Мерсії, на початку 720-х років розпочав військові кампанії проти королівств Вессекс та Кент. У 725 році було переможено кентського короля Вітреда, який помер невдовзі. Завдяки цьому значно зріс вплив Мерсії на Етельберта II, Ельфріка, Едберта I, що розділили між собою Кент. У деяких хроніках Етельберт згадується як патрон кентських церков.
У 726 році змусив Іне, короля Вессексу, зректися трону та вирушити до Риму. Після цього надав війська претенденту Етеларду, який переміг іншого принца Освальда. У результаті вессекський король Етелард визнав зверхність Мерсії.
Протягом 730—731 років зумів відновити зверхність над королівством Ессекс, проте межі вассалітету останнього від Мерсії викликають суперечності серед дослідників. Разом з тим область навколо Лондону повністю приєднано до Мерсії. У 733 році Етельбальд рушив до Вессексу, у якого відняв значну частину королівства, зокрема й королівський маєток у Сомертоні. У 736 році оголосив себе королем Британії та прийняв титул бретвальда.
У 740 році новий король Вессексу Кутред спробував повалити залежність від Етельбальда, проте той завдав тому поразку, зберігши вплив над Вессексом. Напевне це сталося, оскільки сам Етельбальд був у поході проти Нортумбрії, яка в свою чергу вдерлася до королівства Піктія. Етельбальд сплюндрував південь Нортумбрії, можливо також захопив столицю Еофервік.
За цими успіхами вирішив встановити владу над духівництвом: обмежив привілеї церкви, конфісковував доходи духівництва на військові потреби, застосовував примусову працю для ченців.
У 743 році розпочав військову кампанію проти бриттських королівств Гвінед та Повіс. Результати кампанії достеменно невідомі. У 746 році виступив проти Ессексу, завдавши поразки королю Селреду, який загинув. Новий король Ессексу Світред визнав зверхність Мерсії.
У 747 році організував церковний синод, в якому брали участь єпископи Мерсії, Ессексу, Кент, зокрема й архієпископ Кентерберійський. Основним питанням було залагодження стосунків між світською та церковною владою. У 749 році проведено собор у Гамлі, за результатами якого видав наказ щодо звільнення кліра від зобов'язань, окрім будування фортець та мостів.
У 752 році знову повстав Кутред, король Вессексу, на придушення якого Етельред спрямував війська. Втім у битві при Берфорді мерсійське військо зазнало поразки. Внаслідок цього Вессекс скинув залежність від Мерсії.
У 756 році виступив проти Сігеберта, що став королем Вессексу після смерті Кутреда. 757 року Етельбальд підтримав Кіневульфа, який став новим королем Вессексу. Натомість Кіневульф визнав зверхність Мерсії.
У 757 році Етельбальда було вбито у місті Секінгтон (в сучасному Ворікширі) власними охоронцями. Причини цього достеменно невідомі. Новим королем став військовик Беорнред.

## Родина
Етельбальд не був одружений, мав численних коханок, навіть серед черниць. За це постійно критикувався єпископами. Про нащадків короля замало відомостей.